# Prove e documenti per l'Olocausto

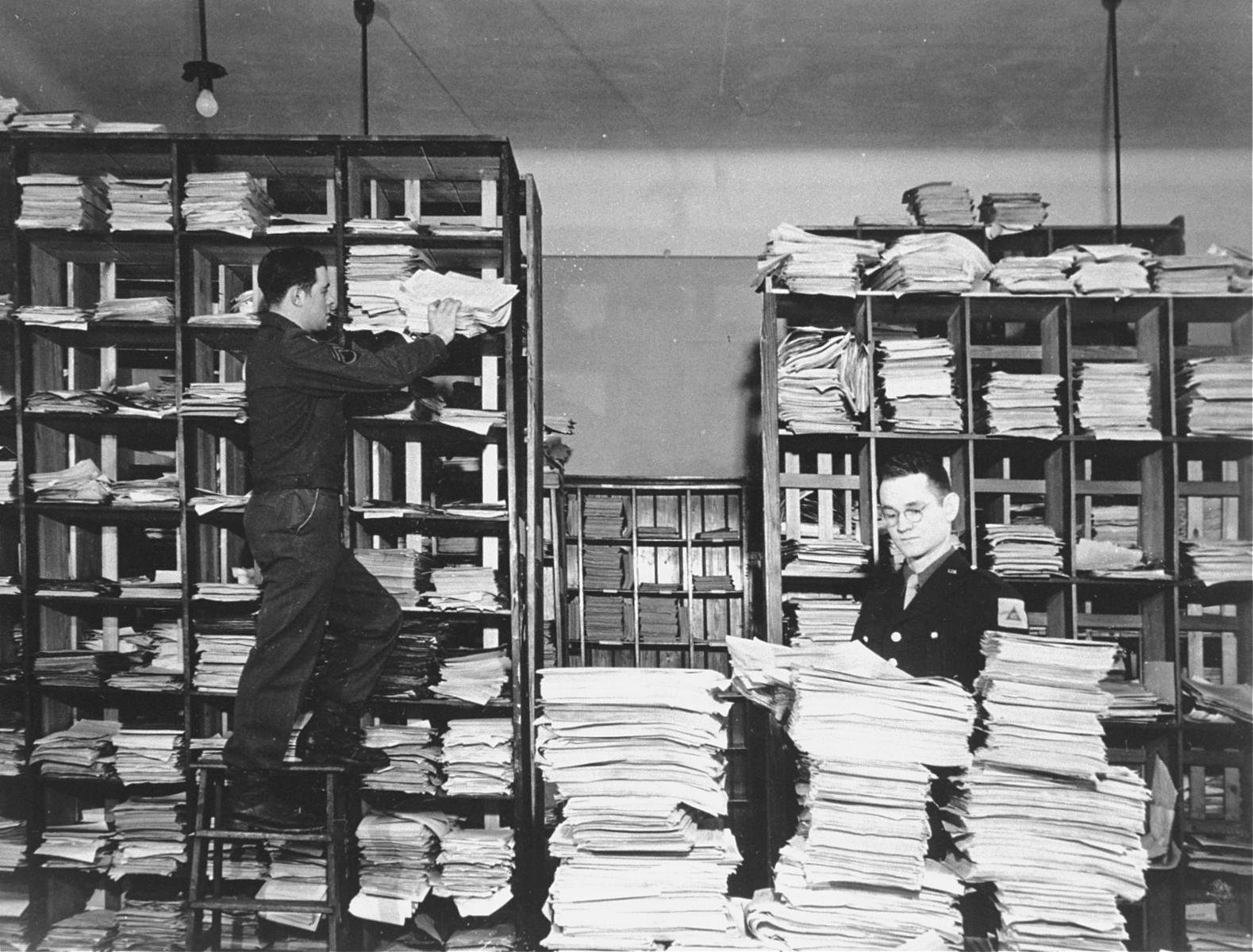
Prove raccolte dall'accusa per il processo di Norimberga

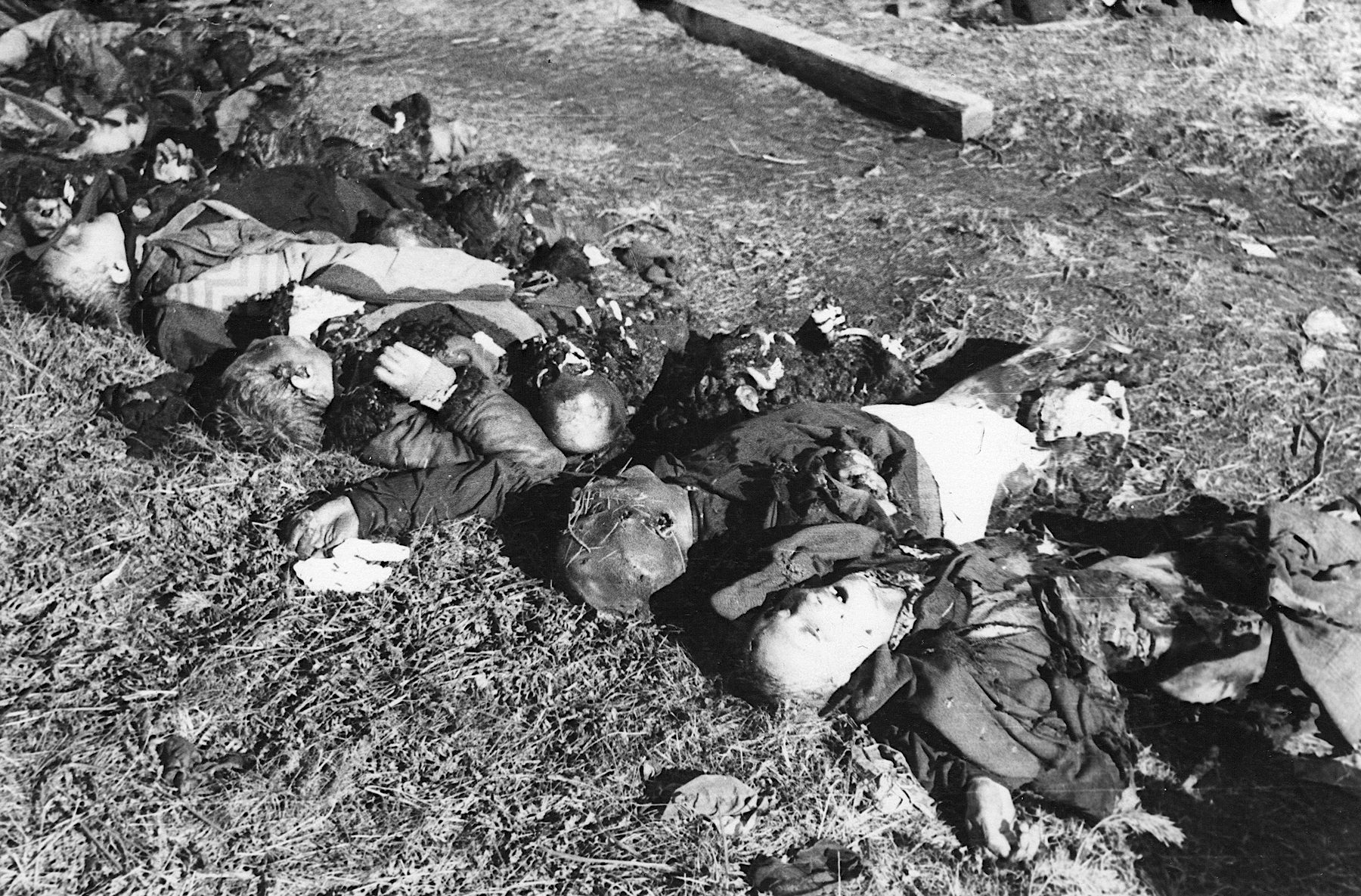
Cadaveri trovati nel campo di concentramento di Klooga dall'Armata Rossa

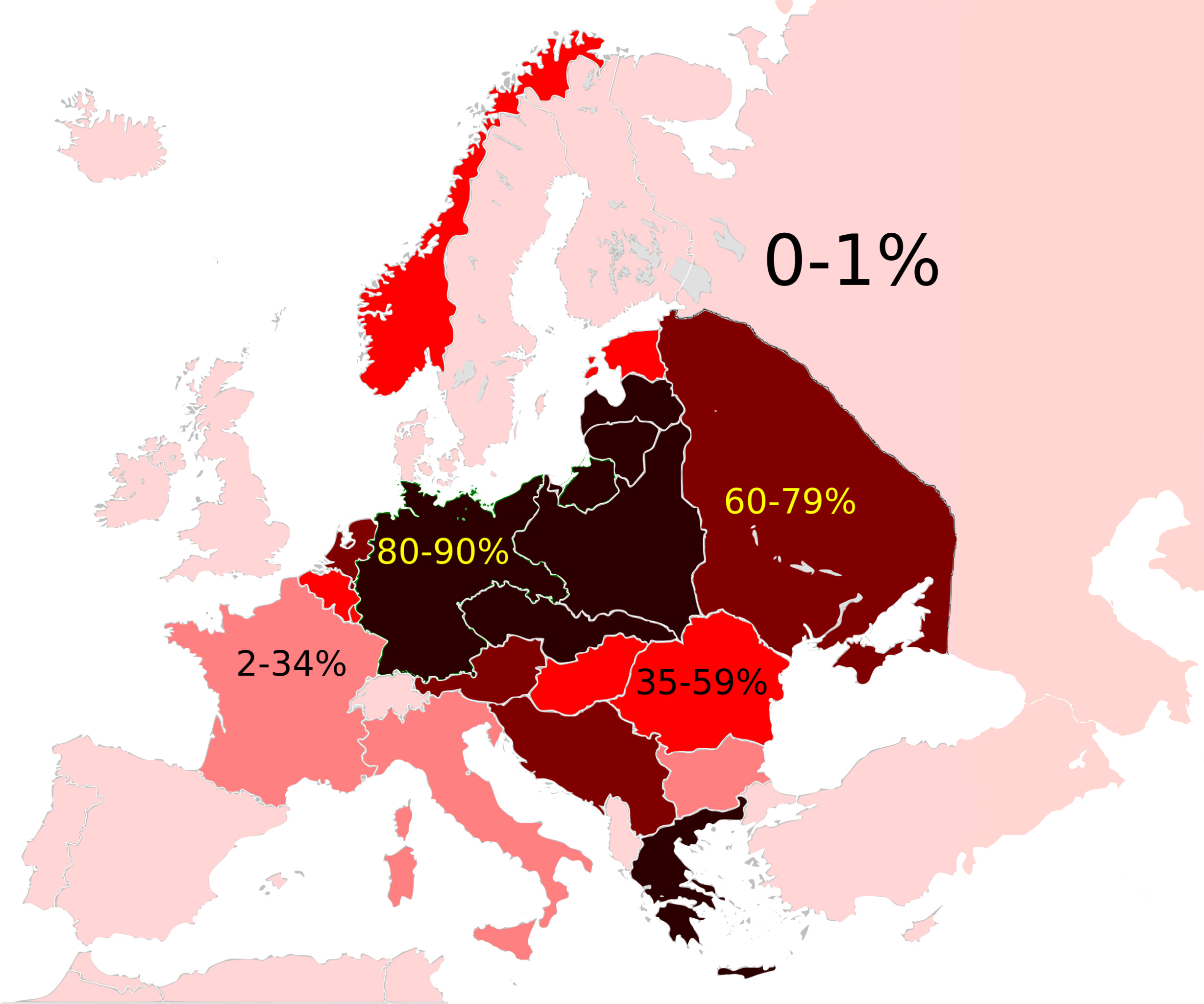
Il bilancio delle vittime dell'Olocausto come percentuale della popolazione ebraica totale prebellica in Europa

L'Olocausto, l'assassinio di circa 17 milioni di gruppi ritenuti inferiore da parte della Germania nazista dal 1941 al 1945, è stato il genocidio meglio documentato della storia, come ha rilevato lo storico Michael Berenbaum in una trasmissione dedicata alla Shoah: «la Germania registra tuttoǃ è il genocidio più documentato dalla storia - (al 1:04:57)». Sebbene non esista un unico documento che elenchi tutte le vittime della persecuzione nazista, esistono diverse prove dell'assassinio di circa diciassette milioni di persone e anche altre prove che gli ebrei come i popoli romaní ed altri furono gasati ad Auschwitz-Birkenau, nei campi di sterminio dell'operazione Reinhard o con i gaswagen, e che ci fu un piano organizzato e sistematico da parte della leadership nazista per ucciderli.

## Tipologie di prove
Le prove che dimostrano l'Olocausto sono divisibili in quattro grandi categorie principali:
- I documenti contemporanei, raccolgono un'ampia varietà di "lettere, promemoria, progetti, ordini, fatture, discorsi",[7] orari dei treni dell'Olocausto,[5] riepiloghi statistici generati dalle SS,[2] fotografie ufficiali e clandestine dei sopravvissuti, fotografie aeree e filmati della liberazione dei campi.[7][8] Sono state raccolte più di 3000 tonnellate di documenti per i processi di Norimberga.[9]
- Le testimonianze successive di decine di migliaia di testimoni oculari, come ad esempio i Sonderkommando che hanno assistito direttamente al processo di sterminio, i leader nazisti, le guardie e i comandanti delle SS oltre i cittadini locali.[7][10] Praticamente nessuno degli autori sotto processo ha negato la realtà dell'omicidio sistematico.[11]
- Le prove materiali delle attività dei campi di concentramento e di sterminio, che esistono ancora con svariate quantità conservate della struttura originaria,[7][12] e migliaia di fosse comuni contenenti i cadaveri delle vittime dell'Olocausto.[13][14]
- Le prove circostanziali: durante la seconda guerra mondiale la popolazione degli ebrei nell'Europa occupata dai tedeschi si ridusse di circa sei milioni di individui.[7][15] Circa 2 700 000 ebrei furono deportati ad Auschwitz-Birkenau, nel campo di sterminio di Chełmno e nei campi dell'operazione Reinhard, di queste persone non si seppe più nulla.[5][16]

Gli autori hanno tentato di evitare di creare prove esplicite e hanno cercato di distruggere le prove documentali e materiali dei loro crimini prima della sconfitta tedesca: nonostante questo tentativo, gran parte delle prove furono raccolte e conservate dagli investigatori alleati durante e dopo la guerra.
Queste prove confutano le argomentazioni dei negazionisti dell'Olocausto secondo cui l'Olocausto non si è verificato come descritto negli studi storici.

## Il coinvolgimento di Hitler

### Politica
Alcuni storici, tra cui Ian Kershaw, Raul Hilberg e Martin Broszat, indicano che non esiste alcun documento per dimostrare che Hitler abbia ordinato l'Olocausto. Di contro, altre prove chiariscono che Hitler sapeva e ordinò il genocidio. Le dichiarazioni di Adolf Eichmann, Joseph Goebbels e Heinrich Himmler indicano che Hitler abbia orchestrato l'Olocausto, e le dichiarazioni di Hitler stesso rivelano le sue intenzioni genocide nei confronti degli ebrei.

### Ordine e responsabilità
In una bozza di memorandum ad uso interno, datato 18 settembre 1942, il Reichsfuhrer-SS Heinrich Himmler scrisse che «in linea di principio il tempo del Führer non deve più essere gravato da queste questioni»; il memorandum prosegue delineando la visione di Himmler, incluso «il rilascio al Reichsfuhrer-SS degli elementi antisociali dall'esecuzione delle loro condanne per essere uccisi: cioè le persone in stato di fermo cautelare, come ebrei, Popoli romaní, russi e ucraini, polacchi, con più di 3 anni di condanna, cechi e tedeschi con più di 8 anni secondo la sentenza del ministro della giustizia [Thierack]. In primo luogo, devono essere consegnati i peggiori elementi antisociali tra quelli appena citati; ne informerò il Führer tramite il Reichsleiter Bormann."
Contrariamente al programma di eutanasia T4, non è mai stato trovato alcun documento scritto o firmato da Hitler che ordinasse chiaramente l'Olocausto. I negazionisti hanno affermato che questa lacuna dimostra che il genocidio non rientra nella politica nazista.
Durante l'azione per diffamazione di David Irving contro Deborah Lipstadt, lo stesso Irving indicò che un documento firmato da Hitler in cui si ordinava la "soluzione finale" sarebbe stata l'unica prova convincente della responsabilità di Hitler. Fu descritto come contento di accusare Winston Churchill della responsabilità per aver ordinato l'assassinio del generale Sikorski, nonostante non avesse prove documentali a sostegno della sua affermazione. Il sig. Justice Gray ha concluso che si trattò di un doppio standard.
Gli storici hanno documentato alcune prove che dimostrano i grandi sforzi compiuti per distruggere tutte le prove dello sterminio di massa quando la sconfitta della Germania divenne imminente e i leader nazisti si resero conto che molto probabilmente sarebbero stati catturati e processati. Nella primavera del 1942, Himmler ordinò che fossero rimosse tutte le tracce degli ebrei russi e dei prigionieri di guerra assassinati nei territori occupati dell'Unione Sovietica: ad esempio, nel 1943 furono dissotterrati e bruciati i corpi dei 25000 ebrei, per lo più lettoni, che Friedrich Jeckeln e le truppe sotto il suo comando fucilarono a Rumbula alla fine del 1941.
A metà del 1942, il SS-Obergruppenführer Reinhard Heydrich, tramite il SS-Gruppenführer Heinrich Mueller, capo della Gestapo, ordinò al SS-Standartenführer Paul Blobel la Sonderaktion 1005 di rimuovere tutte le tracce delle esecuzioni di massa nell'est eseguite dall'Einsatzgruppen. Dopo che Blobel e il suo staff svilupparono uno speciale processo di incenerimento, alla fine del 1942 seguì la distruzione delle prove a Belzec e Sobibor. Nel febbraio 1943, Himmler visitò personalmente Treblinka e ordinò ai comandanti di distruggere i documenti, i crematori e le altre tracce dello sterminio di massa.
Nei discorsi di Posen dell'ottobre 1943, Himmler fece esplicito riferimento allo sterminio degli ebrei in Europa e affermò inoltre che il genocidio doveva essere tenuto segreto. Il 4 ottobre disse:
Lo storico Peter Longerich afferma che Hitler "evitò di dare un chiaro ordine scritto di sterminare i civili ebrei. Un'ampia protesta fu evocata quando l'autorizzazione di Hitler del programma T4 divenne di dominio pubblico in Germania, e come risultato fu costretto a interromperlo, anche se continuò in maniera più discreta. Ciò fece capire a Hitler che tali scelte dovevano essere prese e realizzate in segreto per evitare critiche. I più critici sottolineano anche che se Hitler avesse firmato un tale ordine sarebbe stato uno dei primi documenti da distruggere".
Felix Kersten ha scritto nelle sue memorie che dopo una discussione con Himmler, il SS-Reichsführer gli rivelò che lo sterminio degli ebrei era un ordine espresso di Hitler ed era stato effettivamente incaricato dal Führer.

#### Secondo i nazisti
Molte dichiarazioni dei nazisti dal 1941 in poi riguardavano l'imminente sterminio degli ebrei.
In una bozza di un memorandum interno, datato 25 ottobre 1941, Heinrich Himmler scrisse:
Joseph Goebbels ebbe frequenti discussioni con Hitler sul destino degli ebrei, un argomento di cui discutevano quasi ogni volta che si incontravano, e ne scrisse spesso nel suo diario personale, in particolare scrisse:
- 14 febbraio 1942: "Il Führer ha espresso ancora una volta la sua determinazione a ripulire senza pietà l'Europa dagli ebrei. Non ci deve essere alcun sentimentalismo schizzinoso al riguardo. Gli ebrei si sono meritati la catastrofe che ora li ha colti. La loro distruzione andrà di pari passo con la distruzione dei nostri nemici. Dobbiamo affrettare questo processo con fredda spietatezza".[29]
- 27 marzo 1942:"Sugli ebrei è in corso un giudizio che, sebbene barbaro, è pienamente meritato. La profezia che il Führer fece su di loro per aver provocato una nuova guerra mondiale comincia a realizzarsi in modo terribile. Non bisogna essere sentimentali in queste faccende. Se non combattessimo gli ebrei, ci distruggerebbero. È una lotta all'ultimo sangue tra la razza ariana e il bacillo ebraico".[29]

Nel novembre 1941, Goebbels pubblicò un articolo "La colpa è degli ebrei" che riprendeva la profezia di Hitler del 1939 e affermava che l'ebraismo mondiale stava subendo un "graduale processo di sterminio".
Il 13 marzo 1945, Goebbels scrisse nel suo diario che il "resto del mondo" avrebbe dovuto seguire l'esempio della Germania nel "distruggere gli ebrei", scrisse anche di come gli ebrei in Germania a quel punto fossero stati quasi totalmente eliminati. Questo diario contiene numerosi altri riferimenti allo sterminio di massa degli ebrei, compreso il modo in cui "decine di migliaia di loro vengono liquidati" nel territorio orientale occupato, e che "maggiore è il numero di ebrei liquidati, più consolidata sarà la situazione in Europa dopo questa guerra". Quando si parla di questo documento sotto giuramento, si dice che David Irving abbia detto "Non c'è alcun riferimento esplicito ... alla liquidazione degli ebrei" e di conseguenza i critici della negazione dell'Olocausto affermano che è disonesto dire una cosa del genere quando è completamente contraddetto dal diario di uno dei più stretti collaboratori di Hitler.
Interrogato dagli inquisitori se gli ordini di sterminio degli ebrei fossero stati delegati per iscritto da Himmler, Adolf Eichmann afferma:
I critici affermano che Eichmann ne fornisce un resoconto praticamente identico nelle sue memorie e affermano anche che Eichmann non ha mai nemmeno chiesto un ordine scritto, sulla base del fatto che "il desiderio di Hitler espresso tramite Himmler e Heydrich era abbastanza buono per lui". Le memorie di Eichmann furono registrate da Willem Sassen prima che fosse catturato e l'avvocato di Eichmann cercò di impedire che venissero presentate come prove per evitare qualsiasi danno al suo caso.
In un discorso, David Irving afferma che Heydrich disse a Eichmann:"Il Führer ha dato l'ordine di distruzione degli ebrei". Irving ammette che ciò contraddice la sua opinione secondo cui "Hitler non fosse coinvolto", ma lo spiega suggerendo che può essere interpretato con un significato completamente diverso, cioè "l'estirpazione del giudaismo" rispetto alla distruzione degli ebrei se si cambiano "solo una o due parole". I critici di questo punto di vista affermano che gli storici non dovrebbero cambiare parole se i loro documenti contraddicono le loro affermazioni, e di conseguenza indicano cinque casi in cui Eichmann afferma inequivocabilmente "sterminio fisico" durante il suo interrogatorio.
In una conferenza nel 1941 sulla questione ebraica, Alfred Rosenberg disse:

### Consapevolezza

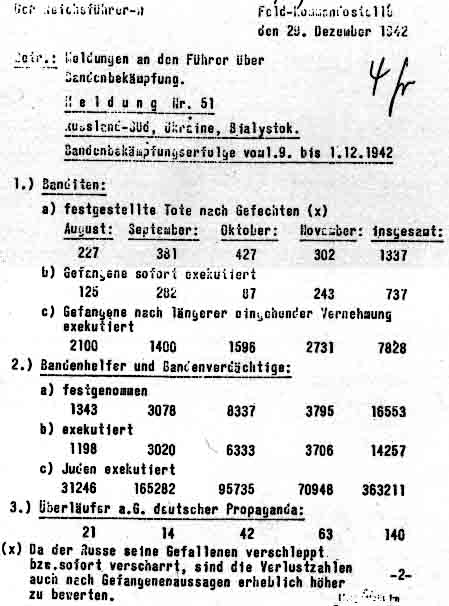
Rapporto a Hitler che descrive in dettaglio le esecuzioni dei prigionieri

Congruenti con le prove che mostrano che Hitler era responsabile dell'ordine di assassinare gli ebrei, ci sono anche quelle prove che dimostrano che fu informato del processo in atto. Il 2 agosto 1941, il capo della Gestapo Heinrich Müller inviò un telegramma, ordinando che il materiale "illustrativo particolarmente interessante" fosse inviato a Berlino perché "da qui dovrebbero essere presentati al Führer continui rapporti sul lavoro delle Einsatzgruppen nell'est". Alla fine di dicembre 1942, Hitler ricevette da Himmler un documento intitolato "Rapporto al Führer sulla lotta ai partigiani", in cui si affermava che 363211 ebrei erano stati assassinati dalle Einsatzgruppen nell'agosto-novembre 1942. Questo documento è stato specificamente stampato in caratteri grandi che Hitler poteva leggere senza occhiali ed era contrassegnato come "Mostrato al Führer".

## I discorsi di Himmler e "Ausrottung"
I critici della negazione dell'Olocausto affermano che la tesi secondo cui non ci fosse nessun piano nazista per sterminare gli ebrei è completamente screditata dallo stesso Himmler in un discorso fatto il 4 ottobre 1943 a un raduno di ufficiali delle SS a Posen, dove disse:
(Heinrich Himmler)

## Uso delle camere a gas

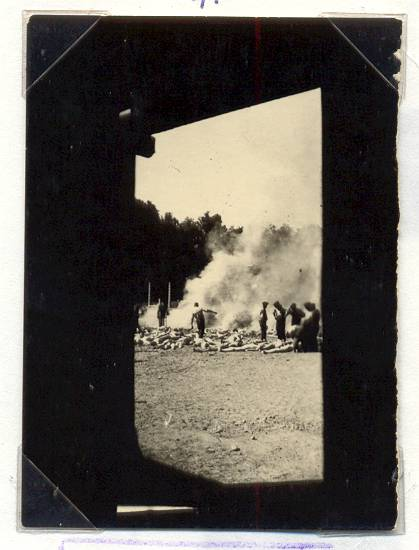
Sonderkommando foto n. 280 scattata di nascosto, che mostra una fossa di cremazione in uso all'esterno di una camera a gas ad Auschwitz

Nonostante la difficoltà di trovare tracce utili 50 anni dopo, nel febbraio 1990, il professor Jan Markiewicz, direttore dell'Istituto di ricerca forense di Cracovia, ha ripetuto le analisi. Markiewicz e il suo team hanno utilizzato tecniche di microdiffusione per testare la presenza di cianuro nei campioni provenienti dalle camere a gas, dalle camere di disinfestazione e dalle aree di controllo all'interno del campo di Auschwitz. I campioni sono risultati negativi, mentre i residui di cianuro sono stati trovati in alte concentrazioni nelle camere di disinfestazione e in concentrazioni inferiori nelle camere a gas: questo risultato è coerente con le differenti quantità necessarie per uccidere i pidocchi e gli esseri umani.
La ricerca del cianuro nei mattoni degli edifici che si pensa siano state le camere a gas è stata importante, perché il pesticida Zyklon B genererebbe un tale residuo. Questo era il gas più spesso citato come strumento di omicidio per i prigionieri nelle camere a gas, supportato sia dalle testimonianze che dalle prove raccolte della politica nazista.
Un'altra affermazione fatta dai negazionisti dell'Olocausto è che non c'erano prese d'aria appositamente costruite nelle camere a gas attraverso le quali lo Zyklon B potesse essere rilasciato. La BBC offre una risposta che dimostra l'inosservanza di molta documentazione:
La cremazione all'aperto nei campi dell'operazione Reinhard (Treblinka, Sobibor e Belzec) fu discussa a Norimberga il 7 aprile 1946 da Georg Konrad Morgen, SS e magistrato, che indagò sui crimini commessi nei campi di concentramento nazisti, dichiarando:"Il tutto era come una catena di montaggio. All'ultimo passo hanno raggiunto una grande stanza e gli è stato detto che quello fosse il bagno. Quando l'ultimo era entrato, le porte venivano chiuse e il gas veniva fatto entrare, appena avvenuta la morte venivano avviati i ventilatori. Quando l'aria ritornava respirabile, le porte venivano aperte e gli operai ebrei rimuovevano i corpi. Per mezzo di un processo speciale che Wirth aveva inventato, venivano bruciati all'aria aperta senza l'uso di combustibile."
Ci sono prove ben documentate che la cenere fosse usata come fertilizzante nei campi vicini. Le fotografie di Treblinka scattate dal comandante del campo mostrano quelli che sembrano essere mucchi di cenere distribuiti da pale a vapore.
Il progetto Nizkor e altre fonti hanno affermato che la concentrazione minima di Zyklon-B per essere esplosivo è di 56000 parti per milione, mentre 300 parti per milione sono fatali per l'uomo, come evidenziato nel Merck Index e nel CRC Handbook of Chemistry and Physics. In effetti, la stessa documentazione dei nazisti affermava che "Pericolo di esplosione: 75 grammi di HCN in 1 metro cubo di aria. Applicazione normale circa 8-10 grammi per metro cubo, quindi non esplosivo".
L'Institute for Historical Review ha offerto pubblicamente una ricompensa di $ 50000 per delle "prove verificabili dell'esistenza di camere a gas allo scopo di uccidere esseri umani ad Auschwitz". Mel Mermelstein, un sopravvissuto ad Auschwitz, ha presentato la propria testimonianza come prova, ma è stata ignorata. Ha quindi citato in giudizio IHR negli Stati Uniti e il caso è stato successivamente risolto per $ 50000, più $ 40000 di danni per sofferenza personale. La corte dichiarò che l'affermazione che "gli ebrei furono gasati a morte nel campo di concentramento di Auschwitz in Polonia durante l'estate del 1944" fu un dato di fatto.

## Vittime

### Sei milioni
La stragrande maggioranza degli studiosi, delle istituzioni e dei funzionari nazisti, stima tra i cinque ed i sei milioni di ebrei morti durante l'Olocausto. Con circa 4500000 milioni di nomi di vittime ebree raccolti da Yad Vashem, i numerosi documenti e archivi scoperti dopo la guerra hanno fornito dei resoconti meticolosi degli stermini che hanno avuto luogo nei campi di sterminio come Auschwitz e Treblinka.

### Popolazione ebraica
L'Annuario ebraico americano del 1932 stima il numero totale di ebrei nel mondo a 15192218, di cui 9418248 risiedevano in Europa. L'annuario del 1947 afferma:"Le stime della popolazione ebraica mondiale sono state raccolte dall'American Jewish Joint Distribution Committee (ad eccezione degli Stati Uniti e del Canada) e sono probabilmente le più autentiche disponibili al momento. Le cifre rivelano la popolazione ebraica totale nel mondo è diminuita di un terzo da circa 16600000 nel 1939 a circa 11000000 nel 1946 a seguito dell'annientamento da parte dei nazisti di oltre 5500000 di ebrei europei. In Europa ne rimangono solo 3642000 stimati mentre la popolazione ebraica totale prebellica era di circa 9740000". Questi numeri sono coerenti anche con i risultati del Commissione d'inchiesta anglo-americana, Appendice III, nel 1946.

### Documentazione nazista

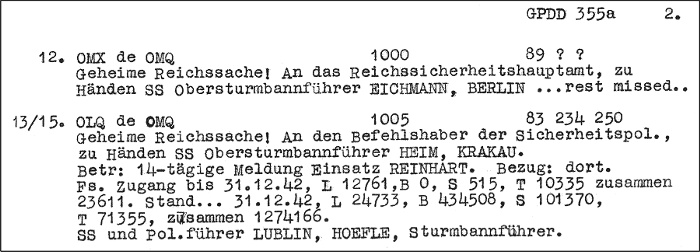
Il telegramma Höfle

I nazisti usarono cifre comprese tra 9 e 11 milioni per la popolazione ebraica d'Europa, come evidenziato nelle note della conferenza di Wannsee. In effetti, i nazisti registrarono metodicamente la continua riduzione della popolazione ebraica, come nel rapporto Korherr, che diede lo status di soluzione finale fino al dicembre 1942. Il telegramma Höfle fu inviato dall'SS-Sturmbannführer Hermann Höfle l'11 gennaio 1943 al SS-Obersturmbannführer Adolf Eichmann a Berlino dettagliando il numero di ebrei assassinati nei campi di concentramento. Nel solo anno 1942, il telegramma elenca che furono sterminati 1274166 ebrei nei quattro campi dell'Aktion Reinhard.
Il rapporto Korherr ha fornito un totale di 2454000 ebrei deportati nei campi di sterminio o assassinati dagli Einsatzgruppen. I rapporti completi sullo stato degli squadroni della morte dell'Einsatzgruppen sono stati trovati negli archivi della Gestapo quando fu perquisito dall'esercito degli Stati Uniti, con la sua accuratezza attestata dagli ex membri dell'Einsatzgruppen che hanno testimoniato durante i processi per crimini di guerra. Questi rapporti da soli elencano altri 1500000 circa di omicidi durante le sparatorie di massa, di cui la stragrande maggioranza di queste vittime erano ebrei. Inoltre, la documentazione nazista sopravvissuta esplicita i loro piani per uccidere gli ebrei d'Europa, registrava i treni che arrivavano nei vari campi di sterminio e includeva le fotografie e i filmati di molte altre atrocità.

### Testimonianze
Ci sono voluminose quantità di testimonianze di decine di migliaia di sopravvissuti all'Olocausto, così come le testimonianze degli ufficiali nazisti catturati rese al processo di Norimberga e in altre occasioni. La testimonianza di Höss non consisteva semplicemente in una confessione firmata; mentre era in carcere scrisse anche due volumi di memorie e diede ampia testimonianza al di fuori del procedimento di Norimberga. Inoltre, la sua testimonianza concorda con quella di altri resoconti scritti contemporaneamente da altri funzionari di Auschwitz, come Perry Broad, un uomo delle SS di stanza ad Auschwitz mentre Höss era il comandante, e il diario tenuto dal medico delle SS ad Auschwitz Johann Kremer, così come la testimonianza di altre centinaia di guardie e vittime del campo. Inoltre, l'ex personale delle SS ha criticato la negazione dell'Olocausto. L'SS-Oberscharführer Josef Klehr riferì che chiunque affermi che nessuno è stato gasato ad Auschwitz deve essere "pazzo o ha torto". L'SS-Unterscharführer Oswald Kaduk ha dichiarato di non considerare coloro che sostengono i fatti come persone normali. La notizia della negazione dell'Olocausto ha costretto l'ex SS-Rottenführer Oskar Gröning a parlare pubblicamente di ciò a cui ha assistito ad Auschwitz e a denunciare i negazionisti dell'Olocausto, affermando:
Hans Münch, ex medico delle SS, ha firmato un documento che certifica ciò a cui ha assistito ad Auschwitz:"migliaia di persone gasate" e l'uso dello Zyklon B nelle camere a gas. Secondo la stima di Münch, i prigionieri sono morti entro tre o cinque minuti dall'esposizione allo Zyklon B.
I Sonderkommando forniscono un'altra testimonianza fondamentale. C'erano prigionieri ebrei che aiutavano a portare le vittime alle camere a gas e in seguito trascinavano i corpi ai crematori. Dal momento che hanno assistito all'intero processo, la loro testimonianza è fondamentale per confermare che le camere a gas sono state utilizzate per scopi omicidi e la scala di grandezza con cui sono state utilizzate.
Un'altra testimonianza chiave viene dai sopravvissuti non ebrei dei campi come il membro cattolico della resistenza francese André Rogerie che è stato detenuto in sette diversi campi e che come membro della resistenza non è stato preso di mira per lo sterminio ma assegnato ai lavori forzati ed è sopravvissuto. Dopo la guerra Rogerie scrisse e testimoniò ampiamente sulle sue esperienze nei campi, tra cui il campo di Auschwitz-Birkenau, dove vide e produsse il più antico schizzo di un crematorio da campo.